# ميرا بايبي

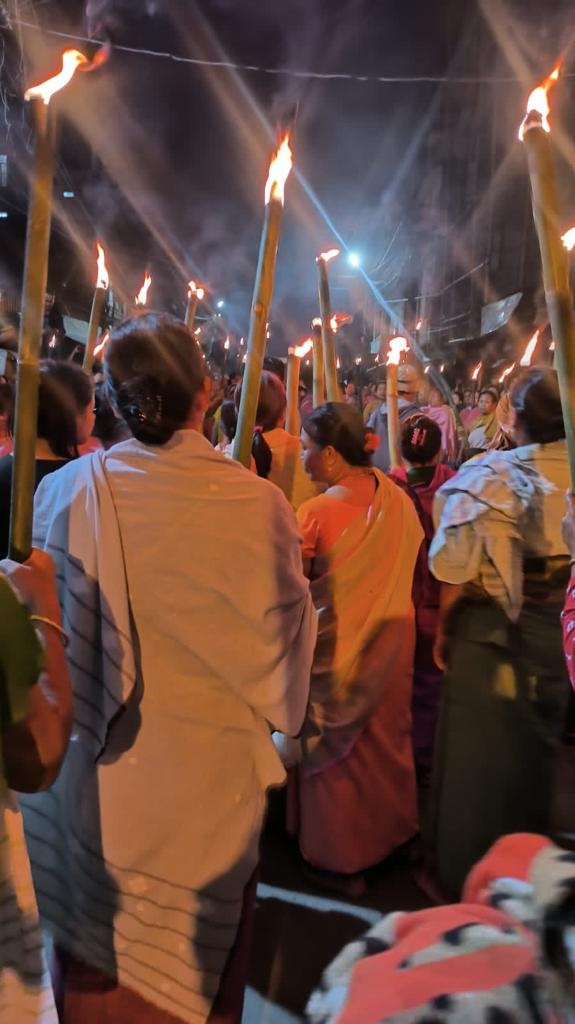
تستعد ميرا بايبيس من مانيبور للقيام بمسيرة ليلية.

ميرا بايبي، أو ميرا بايبيس، «النساء الحاملات للمشعل»، هي حركة اجتماعية نسوية في الولاية الهندية مانيبور. يطلق عليها أيضًا «حارسات المجتمع المدني»، تعود هذه الحركة بتاريخها إلى عام 1977 في منطقة كاكشينغ حاليًا. اشتق اسم الحركة من المشاعل الملتهبة التي تحملها النساء خلال المسير في شوارع المدينة وغالبًا في الليل. كانت النساء تقوم بذلك بغاية الحراسة والاحتجاج في الوقت ذاته، مطالبات بتعويضات إزاء الاعتداءات على حقوق الإنسان التي اقترفتها الجماعات شبه المسلحة ووحدات القوات المسلحة تجاه الأبرياء. وفي هذا السياق، تأسست حركة ميرا بايبي في الوقت الذي كان الأفراد في مانيبور يحاربون من أجل حق تقرير المصير والحكم الذاتي والاستقلال.
وفقًا لدورية «تايمز أوف إينديا» فإن حركة ميرا بايبي أكبر قاعدة لحركة مدنية تحارب بشاعات الولاية وانتهاكات حقوق الإنسان في مانيبور. قالت إحدى قادة الحركة أ. ك. جاناكي لايما: «إننا نقاتل ضد تعاطي المخدرات والجرائم بحق المرأة وقانون الصلاحيات الخاصة للقوات المسلحة (AFSPA). وسوف نستمر في قتالنا هذا».

## خلفية

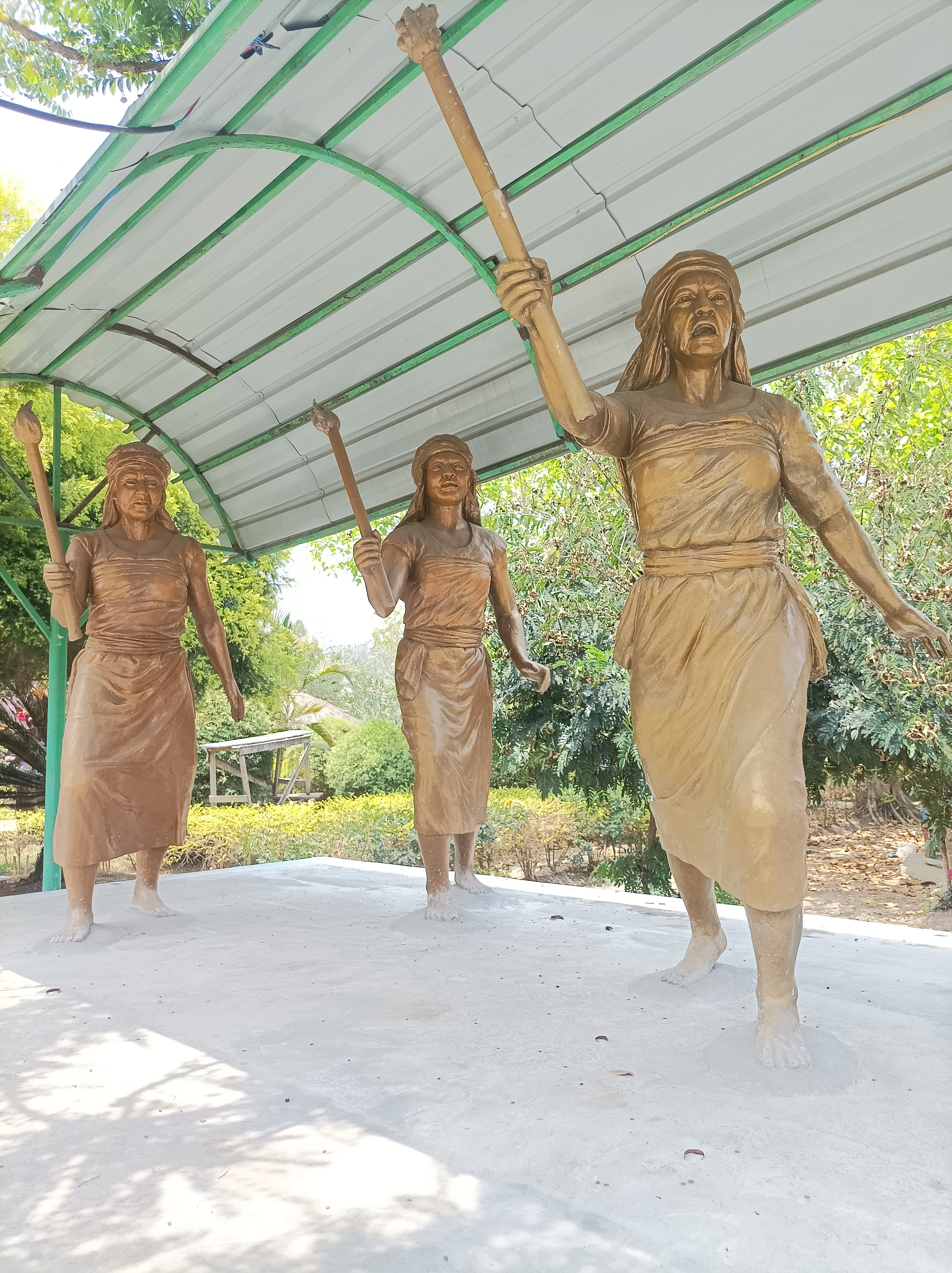
تماثيل ميرا بايبيس، نساء الميتاي يحملن المشاعل المشتعلة في خانغابوك، ثوبال.

تأسست حركة ميرا بايبي عام 1977 في كاكشينغ، منطقة ثوبال في مانيبور، الهند. ميرا بايبيس هنّ النساء الحراسات للمجتمع المدني، تحمل النساء المشاعل المتقدة وتسير في شوارع المدينة، عادةً في الليل قائمات بنوبات حراسة من جهة، واحتجاجًا للمطالبة بتعويضات عن اعتداءات حقوق الإنسان المرتكبة من قبل الجماعات شبه المسلحة والقوات المسلحة تجاه الأبرياء من جهة أخرى. تطورت الحركة في الوقت الذي كان فيه الأفراد في مانيبور يحاربون من أجل حق تقرير المصير والحكم الذاتي والاستقلال.

## حركات سابقة

### نوبي لان
تعود الحركات الاجتماعية النسوية في مانيبور بتاريخها إلى زمن الحكم البريطاني، وكمثال عليها حركتين يطلق عليهما سويةً «نوبي لان» (حرب النساء، انتفاضة النساء)، سبقت حركة ميرا بايبي. يرجع التاريخ الأول لها إلى عام 1904 عندما احتجت نساء وادي إمبهال ضد مساعد الأمين على السلطة البريطانية في مانيبور بسبب أمره بجمع خشب الساج من كاباس لبناء منزله. تسكن النساء المحتجات في مناطق متقاربة. جلبت السلطات البريطانية قوات من خارج الولاية فأنهوا هذا التظاهر. حدثت حركة ثانية في عام 1939 احتجاجًا على تصدير الأرز قسريًا، الأمر الذي كان سببًا للمجاعة بين السكان الأصليين. اتبعت ما يقارب 99% من النساء الأسلوب السلمي في التظاهر، مع تقديم عريضة لمحكمة دربار التي تمثل سلطة الحكومة. أجبرت الحركة إغلاق مطاحن الأرز كما أثبتت نجاحها في نهاية المطاف بوقف تصدير الأرز، فكانت حركة نوبي لان السبّاقة في إدخال الإصلاحات في الولاية بعد الحرب العالمية الثانية. يحتفل الآن سنويًا بيوم 12 كانون الأول/ ديسمبر باعتباره «يوم حرب المرأة» إحياءً لذكرى ميرا بايبي وأحداث 1939. 

### نيشا بانديس
تطورت حركة النسوية نيشا بانديس في أواخر السبعينات، تعود بأصلها إلى نشاط نساء مايتاي في مكافحة إدمان الكحول والمخدرات. نظمت النساء مسيرات ليلية في شوارع إمبهال وأماكن أخرى في مانيبور حاملين فوانيس، مع معاقبة المخمورين وإشعال النار في متاجر الكحول. أدّت أفعالهم إلى إدخال قوانين منع الكحول إلى الولاية.كانت فترة أواخر السبعينات مرحلة اضطراب مدني، الأمر الذي أدى إلى إنشاء حركة تمرد سرية في مانيبور. سمح قانون الصلاحيات الخاصة للقوات المسلحة عام 1958، للقوات شبه العسكرية والشرطة باستخدام السلطة المطلقة في التعامل مع التمرد، وبالتالي نتج عن ذلك الاعتقال والتعذيب ومقتل العديد من الشباب الأبرياء. أصبحت حركة نيشا بانديس ناشطة اجتماعيًا من خلال الأنشطة القائمة على القانون والتظاهرات والمسيرات في شوارع إمبهال وأماكن أخرى من الولاية.

## التأسيس
حملت مسيرة حركة نيشا بانديس البودون (وهي مصابيح الكيروسين كبيرة الشرر) واللايتان، ولكن بعد استبدالها بالمشاعل الملتهبة أصبح اسم الحركة ميرا بايبي. مثل حمل نساء مايتاي للمشاعل إعلانًا عن حرب عادلة في الدفاع عن حقوق الإنسان في مانيبور. كما توسعت حركتهم لتشمل الاجتماعات العامة والمظاهرات وإغلاق الطرق والعصابات العامة أو إغلاق جميع الخدمات الأساسية والإضرابات عن الطعام والتجمعات الجماهيرية. أوقفت هؤلاء النساء اللاتي عرفن أيضًا باسم «نساء اليقظة»، مركبات الجيش وأنقذن الشباب الأبرياء الذين قبض عليهم بتهم خاطئة وتفاوضن بشأن نقلهم إلى الشرطة. لم يحتج الجيش لأنهم يحترمون دور نساء مايتاي في القضايا العادلة. أصبحت حركة ميرا بايبي معروفة باسم حركة نوبي لان الثالثة.

## الاعتراف
منحت مجلة تايمز أوف إينديا «جوائز TOI للتأثير الاجتماعي: مساهمة مدى الحياة» إلى ميرا بايبي بقادتها الخمس، تحشوم راماني البالغة من العمر 83 عامًا وأ. ك. جاناكي ليما وإ. ل. ميمشوبي ديفي وو. ليريك ليما وبورنيماشي ليما. اتخذت قادة الحركة المعروفات أيضًا بـ «إيماس» أو الأمهات، موقفًا حادًا من خلال خفض زي الـ «فينيك» وهو رداء مطرز بالأزهار تقليدي عند نساء مايتي، وربطه بحزام من القماش وتغطية أكتافهم بفينيك رسمي مطرز، كما عصبن قطعة من القماش فوق رؤوسهن على هيئة عمامة. تحمل نساء الحركة المشاعل الملتهبة كرمز لحركتهم النسوية الداعمة لحقوق الإنسان والسلام. أطلق الكثيرون على هذه الحركة أسماءً عديدة ولكنها فعليًا حركة ميرا بايبي.